# Estrela Solitária - Um Brasileiro Chamado Garrincha
Estrela Solitária - Um Brasileiro Chamado Garrincha é um livro brasileiro lançado em 1995 pela Companhia das Letras. O livro foi escrito pelo jornalista Ruy Castro. Recebeu o Prêmio Jabuti em 1996 na categoria Livro do Ano de Não-Ficção.
É um livro biográfico e conta a história do jogador de futebol Manuel dos Santos, o famoso Garrincha, desde seu nascimento até sua morte trágica devido ao alcoolismo. Para descrever essa trajetória, Ruy Castro, autor de Chega de saudade e O Anjo Pornográfico, fez mais de 500 entrevistas com 170 pessoas. Garrincha renasce em Estrela solitária como um herói tragicamente humano.
Cinco dias após seu lançamento, a obra foi proibida pela Justiça brasileira, depois que herdeiras do ex-jogador pediram indenização por supostos danos à imagem do pai. A proibição de “Estrela Solitária” durou quase uma década. O embargo terminou após decisão do Superior Tribunal de Justiça, que determinou à editora o pagamento de indenizações de 100 salários mínimos para cada herdeira de Garrincha por danos morais, com juros de 6% ao ano desde a data do lançamento do livro.
O livro deu origem ao filme Garrincha - Estrela Solitária (2003), produzido por Jorge Moreno, dirigido por Milton Alencar e com André Gonçalves e Taís Araújo.